# Consórcio das Universidades Comunitárias Gaúchas
O Consórcio das Universidades Comunitárias Gaúchas (COMUNG) é um sistema de educação superior existente no Rio Grande do Sul. Ele reúne as instituições comunitárias de ensino superior do estado. Ele foi fundado em março de 1993, por 9 universidades comunitários do RS.
Seus compromissos básicos são com a qualidade universitária, a democracia, a comunidade, a participação no processo de desenvolvimento social, cultural e econômico da região e com a manutenção de suas características de instituição pública não-estatal.
Integram o COMUNG as seguintes instituições:
- Universidade Feevale (Feevale)
- Centro Universitário Metodista IPA (IPA)
- Pontifícia Universidade Católica do Rio Grande do Sul (PUCRS)
- Universidade Católica de Pelotas (UCPel)
- Universidade de Caxias do Sul (UCS)
- Universidade de Cruz Alta (Unicruz)
- Centro Universitário Franciscano (Unifra)
- Universidade Regional do Noroeste do Estado do Rio Grande do Sul (Unijuí)
- Universidade de Santa Cruz do Sul (Unisc)
- Universidade do Vale do Rio dos Sinos (Unisinos)
- Centro Universitário La Salle (Unilasalle)
- Universidade do Vale do Taquari (Univates)
- Universidade de Passo Fundo (UPF)
- Universidade da Região da Campanha (Urcamp)
- Universidade Regional Integrada do Alto Uruguai e das Missões (URI)

O Consórcio atende mais de 50% dos universitários gaúchos, oferecendo mais de 600 cursos de graduação.
Ney José Lazzari, reitor da Univates, é o presidente desde 2008, sendo reeleito seis vezes, com o atual mandato indo até o final de 2015.